# Вејко (Небраска)
Вејко (енгл. Waco) град је у америчкој савезној држави Небраска.

## Демографија
По попису из 2010. године број становника је 236, што је 20 (-7,8%) становника мање него 2000. године.
| Група             | 2000.       | 2010.       |
| Белци             | 251 (98,0%) | 226 (95,8%) |
| Афроамериканци    | 0 (0,0%)    | 1 (0,4%)    |
| Азијати           | 0 (0,0%)    | 0 (0,0%)    |
| Хиспаноамериканци | 3 (1,2%)    | 6 (2,5%)    |
| Укупно            | 256         | 236         |